# Sacleipea
Sacleipea,  także Sagleipie, Sacleipie, Sakalapie, Saklape, Sakripie i Sakriple – miasto w północnej Liberii; w hrabstwie Nimba. Według danych na rok 2008 liczy 12 117 mieszkańców.